# 城南庄镇
城南庄镇，是中华人民共和国河北省保定市阜平县下辖的一个乡镇级行政单位。 1948年5月，中共中央在此召开中央前委和中央工委会合以后的第一次书记处扩大会议，史称城南庄会议。

## 行政区划
城南庄镇下辖以下地区：
城南庄村、三官村、贫河村、麻棚村、大岸底村、北桑地村、井沟村、栗树漕村、南台村、后庄村、易家庄村、万宝庄村、华山村、谷家庄村、顾家沟村、石猴村、宋家沟村、北工村、夫子峪村、向阳庄村和南安村。